# Peter Moyo
Peter Moyo (ur. 8 lipca 1988 w Bulawayo) – zimbabwejski piłkarz grający na pozycji ofensywnego pomocnika. W swojej karierze rozegrał 13 meczów i strzelił 1 gola w reprezentacji Zimbabwe.

## Kariera klubowa
Swoją karierę piłkarską Moyo rozpoczął w klubie Quelaton FC. W sezonie 2011 zadebiutował w jego barwach w drugiej lidze zimbabwejskiej. W latach 2012–2014 występował w Highlanders FC. W sezonach 2012 i 2013 wywalczył z nim dwa wicemistrzostwa Zimbabwe, a w sezonie 2013 zdobył też Puchar Zimbabwe. W 2014 roku przeszedł do południowoafrykańskiego Mpumalanga Black Aces FC, a w sezonie 2015/2016 grał w innym klubie z Południowej Afryki, Witbank Spurs FC. W sezonie 2017 był zawodnikiem How Mine FC, a w sezonie 2017 - CAPS United, a w sezonie 2019 - Harare City FC, w którym zakończył karierę.

## Kariera reprezentacyjna
W reprezentacji Zimbabwe Moyo zadebiutował 16 lipca 2012 w przegranym 0:1 towarzyskim meczu z Botswaną, rozegranym w Molepolole. Od 2012 do 2014 wystąpił w kadrze narodowej 13 razy i strzelił 1 gola.